# Aeropuerto de Vorkutá
El Aeropuerto de Vorkutá (en ruso: Аэропорт Воркута ICAO: UUYW; IATA: VKT) es un aeropuerto situado en las afueras de la ciudad de Vorkutá, en la República Komi, Rusia. 
El espacio aéreo está controlado desde el FIR de Vorkutá (ICAO: UUYW).
La operadora del aeropuerto es la compañía rusa Komiaviatrans.
A 11 km hacia el este de Vorkutá hay otro aeródromo, en este caso militar. Se trata del aeródromo de Vorkutá-Sovetskiy.

## Pista
El aeropuerto de Vorkutá dispone de una pista de asfalto en dirección 08/26 de 2.200x50 m. (7.217x164 pies). 
El pavimento es del tipo 14/R/B/X/T, lo que lo hace adecuado para ser utilizado por los siguientes tipos de aeronaves: AN-12,  An-24, An-26, IL-76, IL-114, Yak-40, Yak-42, Tu-134, Tu-154, CRJ-100/200,  ATR 42, EMB 120R, Saab 2000 y otros tipos de clases III y IV, y todo tipo de helicópteros de día y de noche durante todo el año.
- Limitaciones:[2]

Il-76, Il-114, ATR-42, EMB-120ER, CL-600 (CRJ-100/200) y Yak-42 si disponen de lanza de remolque a bordo. 